# Saumer (Weser)
Die Saumer ist ein orografisch linker Zufluss der Weser in Nordrhein-Westfalen (Deutschland).

## Verlauf und Geologie
Die Saumer entspringt in der Bauerschaft Saumer östlich von Löwendorf südwestlich des Köterberges, fließt nördlich an Fürstenau vorbei, durchfließt Bödexen und mündet bei Albaxen in die Weser. Die Quelle befindet sich an der Grenze vom Unteren und Mittlerem Keuper. Bei Bödexen münden mehrere Bäche in die Saumer, unter anderem der Mühlenbach. Ab Bödexen schneidet sich die Saumer in den Oberen Muschelkalk und später in den Mittleren Muschelkalk ein. Auf Höhe der Brettmühle – eine von drei sich zwischen Bödexen und Albaxen befindlichen Mühlen – setzt eine Talbedeckung aus Lösslehm ein.
Im oberen Bereich ist dieser Bach als kleiner Talauenbach und im unteren Bereich als Muschelkalkbach ausgewiesen.

## Geschichte
Die Quelle der Saumer wurde bereits im Mittelalter als Siedlungsplatz genutzt – so ist ein mittelalterliches Dorf namens Cothun oder Kotten überliefert. Die noch heute als Bauerschaft bestehende Siedlung Saumer wurde 1375 als uppe der Summere angegeben; in späteren Überlieferungen ist von Sammere und Samer die Rede.